# Wahlrecht im Vormärz und in der Märzrevolution

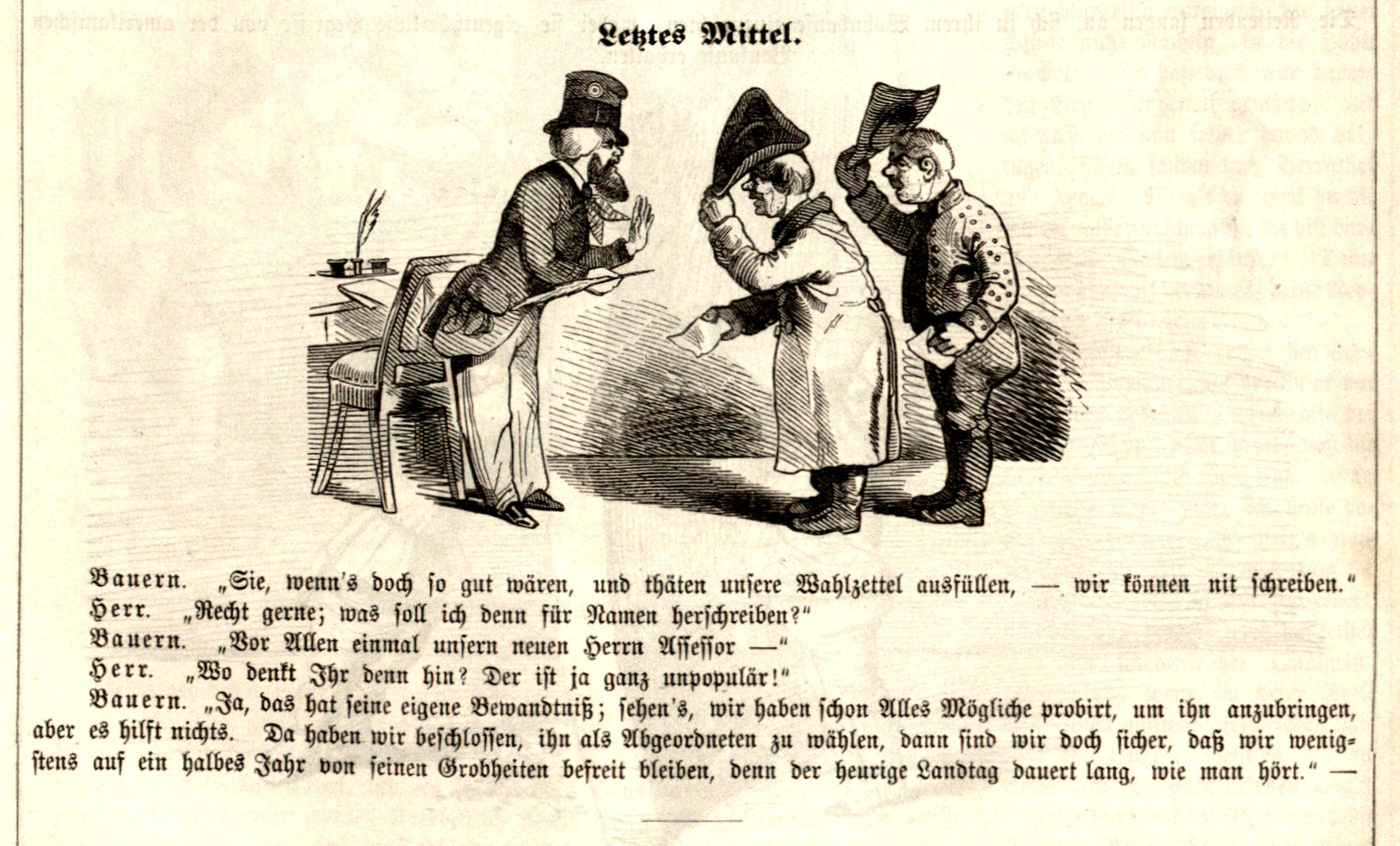
Karikatur in der Nr. 10/1849 der Münchener Fliegenden Blätter zur bayrischen Landtagswahl im Juli 1849. Zwei des Schreibens unkundige Bauern bitten einen Herrn, ihren Wahlzettel auszufüllen.

Das Wahlrecht im Vormärz und in der Märzrevolution baute auf dem Wahlrecht der ersten deutschen Staaten auf, die nach 1800 Verfassungen mit einem gewissen Repräsentativcharakter angenommen hatten. Teilweise werden dabei die napoleonischen Modellstaaten, vor allem aber die damals vergrößerten süddeutschen Staaten genannt. Die Geschichte der Wahlen ist eng verbunden mit der Verfassungsgeschichte, denn erst im konstitutionellen System wurden Abgeordnete von Bürgern gewählt. Die Zahl der deutschen Einzelstaaten mit einer solchen Repräsentativverfassung wuchs im Laufe des Vormärz (1815–1848) an; in den größten Staaten, Österreich und Preußen, kam es auf Staatsebene dazu erst im Revolutionsjahr 1848.
Die Wahl zur Frankfurter Nationalversammlung im April und Mai 1848 war die erste deutschlandweite Wahl. Gewählt wurde sie, vom Bundestag des Deutschen Bundes in einem neuen Bundeswahlgesetz beschlossen, nach dem annähernd allgemeinen und gleichen Männerwahlrecht. Auch die Frankfurter Reichsverfassung sah ein solches Wahlgesetz vor, das für damalige Verhältnisse ungewöhnlich demokratisch war. Trotz der Niederschlagung der Revolution 1849 blieb der Frankfurter Entwurf für die weitere Verfassungs- und Wahlrechtsdiskussionen in Deutschland maßgebend. Der konstituierende Reichstag des Norddeutschen Bundes wurde 1867 nach dem Frankfurter Reichswahlgesetz gewählt.

## Napoleonische Zeit und Vormärz bis 1848
Im Heiligen Römischen Reich war die Gesellschaft ständisch organisiert; die Rechte des Einzelnen hingen davon ab, welchem Stand er angehörte und wo er lebte. Ein modernes Wahlrecht für eine Repräsentativversammlung gab es nicht, weder in den Gliedstaaten noch auf Reichsebene. Die Kaiserwahl war ein symbolischer Akt, der Reichstag war eine ständische Versammlung von Abgesandten der Glieder des Reiches.
Ab 1789 veränderte die Französische Revolution nicht nur Frankreich, sondern hatte direkt oder indirekt Einfluss auf die Verwaltungen und politischen Verfassungen der meisten europäischen Länder. Dies gilt vor allem für die Zeit ab 1799, nachdem Napoleon Bonaparte in Frankreich die Macht ergriffen hatte. Seine Militärdiktatur gab sich mit Plebisziten ein demokratisches Gewand und stellte sich als Verbreiterin von modernem Rechtswesen und moderner Bürokratie dar.
Kein Teilstaat des 1806 aufgelösten Reiches blieb von den Auswirkungen der Revolution und Napoleons Machtausübung unberührt. Gebiete östlich des Rheins und später in Nordwestdeutschland wurden nach Frankreich eingegliedert; Staaten wie Bayern und Baden wurden auf Kosten anderer Staaten erheblich vergrößert und modernisierten sich. Selbst die östlichen Großstaaten Österreich und Preußen leiteten Reformen ein, um im modernen Europa bestehen zu können.
Wahlen zu einem Repräsentationsorgan kannten um 1800 die wenigsten Länder der Erde. Oftmals handelte es sich um ein ständisch geprägtes Wahlrecht, vor allem auf kommunaler Ebene. Nur ein Teil dieser Länder hatte überhaupt eine moderne Staatsverfassung, darunter Großbritannien sowie Frankreich mit einigen seiner Satelliten wie der Schweiz, den italienischen Staaten oder den Niederlanden.
Damals diskutierte man darüber, wer überhaupt wählen und gewählt werden soll, ob die Abgeordneten direkt oder indirekt zu bestellen seien. Trotz Einflussnahme konnten die Herrscher die Parlamente und Ständeversammlungen nicht völlig ihrem Willen unterwerfen. Napoleon konnte zwar seinen Staatsstreich von 1799 nachträglich mit einer Volksabstimmung in Frankreich legitimieren, doch als er auf ähnliche Weise 1805 die holländische Verfassung durchsetzen wollte, blieben die Wähler massenhaft zuhause.

### Frühkonstitutionalismus nach 1800
Die Epoche, in der deutsche Einzelstaaten eine Verfassung erhalten haben, nennt man Frühkonstitutionalismus. Die Zeitgenossen verwendeten für die Verfassung als Text eher das Wort Konstitution, das Wort Verfassung jedoch für die gelebte Staatseinrichtung. Verfassungen waren entweder oktroyiert, also einseitig vom Herrscher eingesetzt, oder aber vereinbart, nämlich zwischen dem Herrscher einerseits und einer altständischen oder neu einberufenen verfassungsgebenden Versammlung andererseits. Die ersten modernen Verfassungen mit Wahlrecht, wenigstens für eine kleine Bevölkerungsminderheit, hatten die napoleonischen Modellstaaten und die süddeutschen Reformstaaten wie Baden und Bayern.

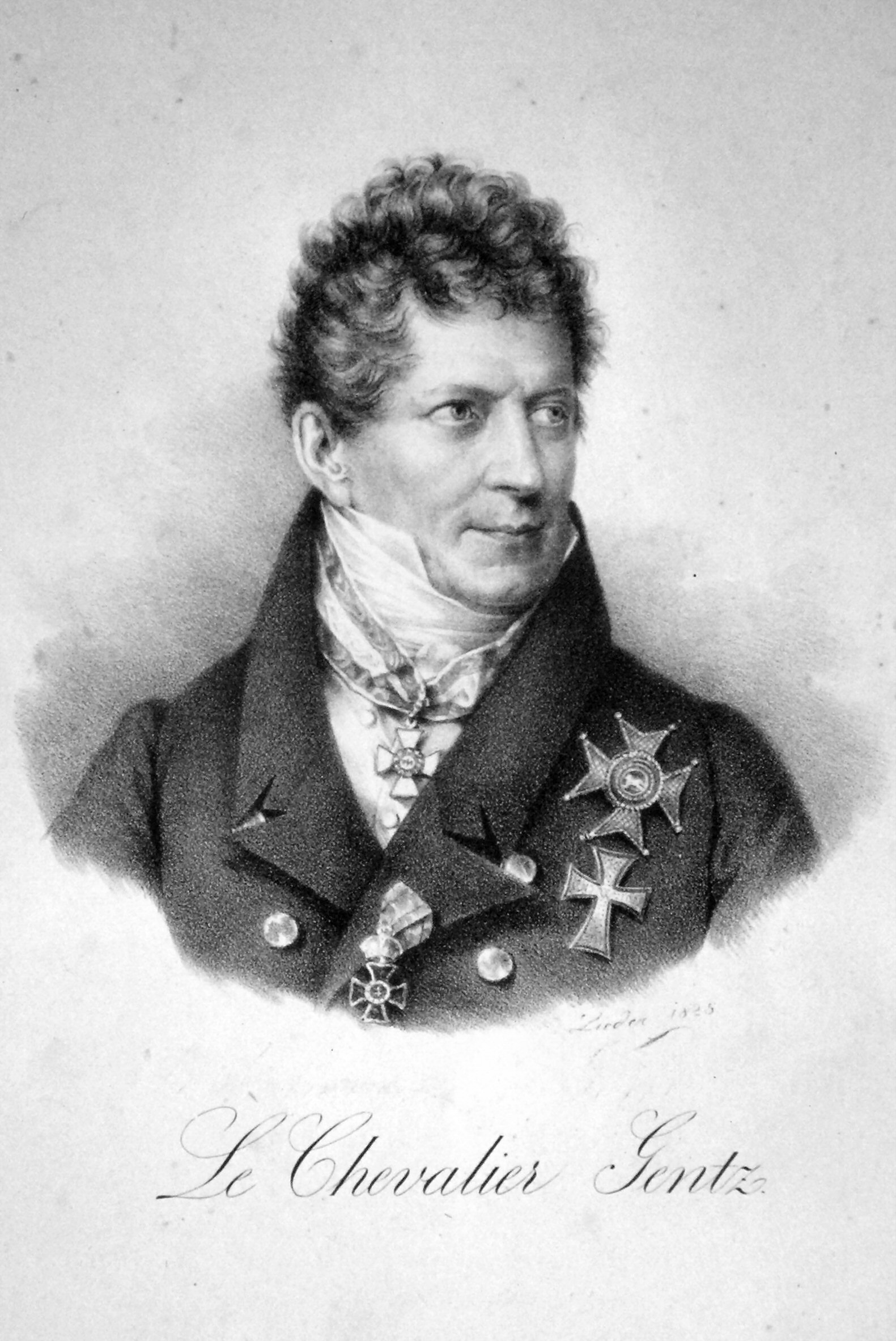
Der aus Preußen stammende österreichische Staatsdenker Friedrich von Gentz, 1825

1815 entschieden die deutschen Fürsten in der Bundesakte, dass die Einzelstaaten des Deutschen Bundes eine „landständische Verfassung“ haben sollten (Art. 13). Genauere Angaben wurden unterlassen, um nicht in die Souveränität der Einzelstaaten und Fürsten einzugreifen, aber damals verstand die öffentliche Meinung darunter eine Verfassung wie in Süddeutschland: ein Parlament mit Zweikammersystem, die eine Kammer mit Zensuswahlrecht gewählt, die andere ernannt, dazu durchaus ein Vetorecht des Fürsten. Doch die Fürsten befürchteten Nationalismus und Revolution und folgten daher der Interpretation des konservativen Publizisten Friedrich von Gentz.
Gentz zufolge war eine landständische Verfassung etwas ganz anderes als eine Repräsentativverfassung. In ersterer entsendeten Körperschaften, die aus sich selbst heraus bestünden und natürlich gewachsen seien, wie der Adel, die Städte usw., Vertreter in den Landtag. In einer Repräsentativverfassung hingegen bildeten sich die vom Volk gewählten Abgeordneten ein, sie verträten die Gesamtmasse des Volkes, aufgrund der „Wahnidee“, dass die Menschen gleiche Rechte hätten. Die Willkür der Abgeordneten führt laut Gentz über die Demagogie (Volksverführung), parlamentarische Ministerverantwortlichkeit, unbeschränkte Pressefreiheit usw. schließlich zum Untergang des Staates.
Die Wiener Schlussakte von 1820 sollte das „monarchische Prinzip“ als Grundprinzip der deutschen Staaten verankern. Bei der Ausübung bestimmter Rechte sei der jeweilige Fürst an die Mitwirkung der Stände gebunden, trotzdem müsse die gesamte Staatsgewalt beim Fürsten verbleiben. Die Schlussakte lehnte also Volkssouveränität und Gewaltenteilung ab, obwohl letztere bereits durch die konkreten Verfassungen Bayerns, Badens und anderer Staaten vorgesehen waren, wie die Liberalen betonten.
Das Zweikammersystem wurde allgemein befürwortet oder hingenommen, auch, dass die Erste Kammer in der Regel zum Teil durch königliche Ernennung, Geburt oder auf ähnliche Weise zusammengesetzt wurde. Die Abgeordneten der Zweiten Kammer sollten gewählt werden und ein freies Mandat haben, was im Sinne der Repräsentativverfassung war. Es war noch keine gängige Forderung, dass die Minister dem Parlament gegenüber verantwortlich sein sollten. Statt dieser politischen verlangte man aber eine strafrechtliche Ministerverantwortlichkeit, der zufolge sich ein Minister etwa für Straftaten vor Gericht verantworten muss. Ein eigentlich parlamentarisches System, mit vom Parlament gewählten Ministern, stand also noch nicht im Raum.
In der Zeit des Vormärz gab es eine theoretische Diskussion über Wahlen und ihre Grundsätze und zusätzlich bereits Wahlen in vielen Einzelstaaten. Allgemein nennt man vier Wahlgrundsätze, die heutzutage eine demokratische Wahl ausmachen: Allgemeinheit, Gleichheit, Geheimheit, Unmittelbarkeit (direkte Wahl). Es sei strittig, ob die Forderung nach einer freien Wahl diesen vier Grundsätzen noch etwas Wesentliches hinzufügt. Das Bundesverfassungsgericht meinte dazu, dass die Stimmabgabe frei von Zwang und äußerem Druck erfolgen müsse. Diese vier Grundsätze finden sich ansatzweise bereits in der Wahlrechtsdiskussion des Vormärz wieder.

### Allgemeinheit und Gleichheit der Wahl
Eine Wahl ist dann allgemein, wenn keine wesentlichen Bevölkerungsteile vom Wählen ausgeschlossen werden, also wenn grundsätzlich jeder Staatsbürger wählen darf. Wahlausschlüsse gibt es jedoch auch im modernen Bundestagswahlrecht: Ein Wähler muss ein bestimmtes Mindestalter haben und darf nicht entmündigt sein. Bis in die 1980er-Jahre waren auch die Deutschen im Ausland ausgeschlossen, weil sie nicht im Wahlgebiet wohnten. Für Landtags- und Kommunalwahlen gilt dies immer noch.
Eng verbunden mit der Allgemeinheit ist die Gleichheit der Wahl, sie besagt, dass jeder Wähler gleich viele Stimmen hat, die auch denselben Zählwert haben. Ein modernes, demokratisches Wahlrecht darf daher kein Pluralwahlrecht sein, bei dem einige Wähler mehr Stimmen haben als andere, und ebenso kein Klassenwahlrecht, bei dem die Wähler in Gruppen eingeteilt werden, für die ein unterschiedliches Verhältnis der Wählerzahl und der Gewähltenzahl gilt. Die Gleichheit kann auch im modernen Bundestagswahlrecht in Gefahr sein, wenn zum Beispiel in Wahlkreisen sehr unterschiedlich viele Wähler wohnen.

#### Frauen und Jugendliche
Bis 1918 waren in Deutschland und fast allen anderen Ländern der Welt die Frauen vom Wählen und Gewähltwerden ausgeschlossen. Allerdings gab es im Vormärz noch eine Ausnahme: das dingliche Wahlrecht, etwa bei einem Rittergut. Besaß eine Frau das Rittergut, so durfte sie in älteren ständischen Verfassungen einen Bevollmächtigten bestimmen, der für sie wählte, in der Regel der Ehemann oder im Falle einer Witwe ein Sohn oder Enkel. Manche spätere Verfassungen schlossen Frauen ausdrücklich aus. Der Staatsrechtler und liberale Politiker Robert von Mohl sah 1840 das Männerwahlrecht als Gewohnheitsrecht an. Allgemein herrschte die Auffassung, dass Frauen zu emotional seien und zu geringe Kenntnisse über die Politik hätten.
Mit einigen Ausnahmen lag das Mindestalter in den meisten Staaten bei 25 Jahren. Oft war das Alter für die Adligen niedriger angesetzt als für Abgeordnete von Städten und Gemeinden. Bei den letzteren erhielt man das aktive Wahlrecht mit 25 Jahren, das passive mit 30. Bei Kommunalwahlen galt das Alter der Volljährigkeit, wie es im jeweiligen Zivilrecht festgelegt war. Die Frankfurter Nationalversammlung legte das Alter mit 25 Jahren fest, was dann eine Reihe von Einzelstaaten im Laufe des Deutschen Kaiserreichs übernommen hat.

#### Besitz und Bildung
Um 1830 schrieb der Liberale Karl von Rotteck, dass nur durch Besitz bürgerlich selbstständige Männer „Gesellschaftsglieder“ seien, die übrigen Menschen bloße Staatsangehörige. Letztere hätten nicht die Befähigung, ihr Wahlrecht vernünftig auszuüben. Der Zensus solle aber auch nicht so hoch sein, dass die Mehrzahl der Männer ausgeschlossen werde. 1845 meinte der Liberale David Hansemann, Interesse an einer stabilen Regierung habe früher der Adel gehabt und jetzt der Unternehmer, der vielen Menschen Arbeit und Brot verschafft. Das Wahlrecht sollten nur 2 bis 2,5 Prozent der Männer über 25 Jahre haben.
Die meisten Publizisten hielten ein Zensuswahlrecht für notwendig, weil Besitz und Bildung es am ehesten gewährleisten könnten, dass jemand ein Interesse am Gemeinwohl habe. Nur die Linke mit Gustav Struve und anderen Radikaldemokraten trat für das allgemeine und gleiche Wahlrecht ein.
Auch bei Wahlen, die damals als allgemeine Volkswahlen angesehen wurden, war immer noch mangelnde „Selbstständigkeit“ ein gängiger Ausschlussgrund. Nicht wählen durfte daher, wer in Konkurs gegangen war oder ein privates Dienstverhältnis hatte. Letzteres betraf Dienstleute und Fabrikarbeiter. Normalerweise durfte nicht wählen, wer (öffentliche) Armenunterstützung erhielt. Ausgeschlossen konnte ferner sein, wer als „Sohn“ im Haushalt des Vaters wohnte oder arbeitete.

#### Weitere Ausschlüsse
In einigen Staaten wie in Sachsen, Bayern und Württemberg musste man einer christlichen Konfession angehören, um wählen zu dürfen. Dies war letztlich gegen die Juden und den oppositionellen Deutschkatholizismus gerichtet. Solche Beschränkungen wurden 1848 in Preußen und 1869 im Norddeutschen Bund abgeschafft.
Ein Wähler musste „unbescholten“ sein; was das genau bedeutete, führte oft zu Rechtsunsicherheit. Gemeint war, dass er nicht vorbestraft sein durfte, teilweise schloss dies nur sogenannte entehrende Verbrechen ein.
Beamte durften normalerweise gewählt werden, doch meist musste der Dienstherr sein Einverständnis geben. Teilweise konnte ein Beamter nicht gewählt werden, weil er nicht in dem Wahlbezirk gewählt werden durfte, in dem er tätig war. Man befürchtete Korruption, Interessenskonflikte und fehlende Unabhängigkeit. Andererseits argumentierte man gegen die Einschränkung damit, dass sie die staatsbürgerlichen Rechte des Beamten beeinträchtige oder dass der Beamtenstand erniedrigt werden könnte. In manchen Staaten durfte ein Abgeordneter nicht in ausländischen Diensten stehen. Zum Beispiel in Braunschweig durften Vater und Sohn nicht gleichzeitig einer Kammer angehören; oftmals war es ausdrücklich verboten, Mitglied in beiden Kammern eines Parlaments zu sein.
Außer der häufigen Beschränkung des Wahlrechts auf männliche Staatsbürger mit Wohnort im Wahlgebiet (oder dem Recht darauf) galten für Angehörige von Ständen in den Oberhäusern der Parlamente weitere Erfordernisse, so mussten Ritter auch ein entsprechendes Rittergut besitzen.

#### Ungleiche Wahl
Selbst für diejenigen Bürger, die wählen durften, brachten die Wahlgesetze noch vielfältige Ungleichheiten mit sich. Gängigerweise war vorgeschrieben, wie viele Abgeordnete der Zweiten Kammer von den Städten, wie viele von den Landgemeinden, und wie viele von anderen Wahlkörpern (wie Universitäten oder Kirchen) zu wählen waren. Dadurch kam es zu einem unterschiedlichen zahlenmäßigen Verhältnis von Wählern und Gewählten.
Eher ein Phänomen der Zeit nach 1848 waren die verschiedenen Formen des Klassenwahlrechts und des Pluralwahlrechts. Am bekanntesten wurde das heftig umstrittene Dreiklassenwahlrecht in Preußen. Dabei teilte man die Wähler in drei Gruppen ein, die jeweils gleich viele Wahlmänner wählten. Die erste Gruppe bestand aus den wenigen Bürgern, die besonders viele Steuern zahlen, die zweite aus einer größeren Anzahl wohlhabender Bürger, und die dritte aus dem Rest der Bürger. Das Dreiklassenwahlrecht war zwar ungleich, aber doch allgemein: In Preußen durften viele Männer wählen, die in einem Zensuswahlrecht gar kein Wahlrecht hatten. Sachsen führte 1896 ein Dreiklassenwahlrecht ein und verwandelte es 1909 in ein Pluralwahlrecht, mit Zusatzstimmen für hohes Einkommen, Mittlere Reife bzw. ein Alter über fünfzig Jahre.
Vor allem die Demokraten störten sich an der Existenz einer Ersten Kammer. In der Regel war für die Gesetzgebung nicht nur die Zweite, sondern auch die Erste Kammer vonnöten. In letzterer saßen aber Mitglieder, die entweder vom Fürsten ernannt wurden, durch Geburt einen Sitz hatten, oder von einer kleinen Gruppe ernannt oder gewählt wurden.

### Unmittelbare Wahl

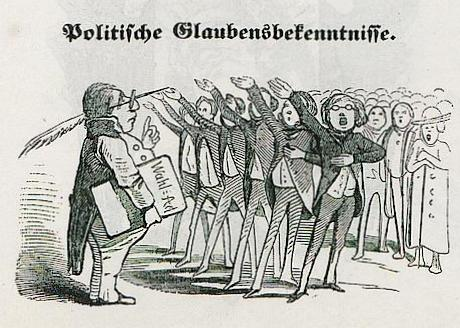
Karikatur in den Münchner Leuchtkugeln, 1848: Ein Wahlmann steht vor Kandidaten, die nach Ansicht des Karikaturisten keine Auswahl zwischen verschiedenen Meinungen darstellen.

In den meisten deutschen Staaten wählte man im Vormärz, wie international üblich, mittelbar (indirekt). Die Wahlbürger hießen Urwähler, sie wählten in ihrem Wahlkreis einen oder mehrere Wahlmänner. Erst diese Wahlmänner wählten danach den oder die eigentlichen Abgeordneten der Kammer. Oftmals waren die Voraussetzungen, um Wahlmann zu werden, noch strenger als die für das passive Wahlrecht der Urwähler; ein Wahlmann musste beispielsweise noch mehr verdienen als der Urwähler.
Die Indirektheit der Wahl führte dazu, dass größere Bevölkerungsteile (soweit diese überhaupt wählen durften) allenfalls Urwähler sein konnten. Bei der eigentlichen Wahl der Abgeordneten durch die Wahlmänner waren die Reichen noch mehr unter sich.

### Geheime Wahl
Erscheint es heutzutage als selbstverständlich, dass eine demokratische Wahl geheim sein muss, so ist dies keinesfalls zwingend aus der politischen oder Ideengeschichte abzuleiten. Diese Selbstverständlichkeit gehört zu einer modernen liberalen Perspektive. Im alten Griechenland gingen die Philosophen von einer öffentlichen Stimmabgabe aus (außer bei Gerichtsprozessen), bei der die Bürger die Wahlentscheidung der anderen Bürger sehen konnten. Die öffentliche Abgabe galt als demokratisch, die geheime (wie in Rom) als aristokratisch. Spätestens im 19. Jahrhundert wurden solche Zuordnungen problematischer, da in den einzelnen Ländern Europas und in Nordamerika die Entwicklung von Staatsform und Geheimwahl auseinander liefen. Kritiker der geheimen Wahl waren der Konservative Otto von Bismarck, der Nationalliberale Rudolf von Gneist und später auch Carl Schmitt (und zuvor Montesquieu); aber auch viele Linke lehnten sie ab, wie die Nachfolger der Jakobiner, die englischen Chartisten und die Demokraten in den Nordstaaten der USA, sowie der Liberale John Stuart Mill.
Manche Befürworter der öffentlichen Stimmabgabe wollte einfach gewisse Wähler (wie die der Unterschicht) diskriminieren, andere dachten an den positiven Einfluss der Eliten, oder der Wahlakt müsse aus prinzipiellen Gründen öffentlich sein, weil dies der Politik an sich entspreche. Das Wahlrecht sei so gesehen kein subjektives Recht des Einzelnen, sondern ein öffentliches Amt.
Die ursprüngliche Verfassungskommission vor den Wahlen zur Frankfurter Nationalversammlung hatte den Gedanken, dass der Wahlkreis als solcher einen Abgeordneten wählte, nicht der einzelne Wähler. Der Wahlakt müsse daher auch der öffentlichen Meinung ausgesetzt sein, wodurch Einseitigkeiten verhindert würden. Das kann nachvollziehbar sein, wenn ein Wähler für Nichtwahlberechtigte mitwählen soll, nicht aber bei einem allgemeinen Wahlrecht, bei dem jeder Wähler sich selbst vertreten kann. War der Ausschuss der Nationalversammlung noch für die öffentliche Wahl, so entschied sich das Plenum schließlich mit 239 gegen 230 Stimmen für die geheime. Die eher radikaldemokratischen Befürworter argumentierten prinzipiell, die eher liberalen mit pragmatischen Gründen, wie dem praktischen Zählen der Stimmen.
Die preußischen Kommunal- und Provinzwahlen hingegen waren vor 1848 geheim. Mit der Verordnung vom 30. Mai 1849, die das Dreiklassenwahlrecht einführte, kam dann die öffentliche Wahl (für die dritte Klasse) hinzu. Landarbeiter waren damit dem Druck der konservativen Gutsbesitzer, Fabrikarbeiter der liberalen Unternehmer ausgesetzt. Der Konservative Ernst Ludwig von Gerlach begründete dies 1855 damit, dass Freiheit darin bestehe, den „richtigen“ (und nicht etwa gar keinen) Einflüssen ausgesetzt zu sein. Nach solchen Ansichten der Konservativen sollte der Wähler nicht nach außen eine staatstreue Gesinnung vortragen und heimlich im subversiven Sinne wählen können. Ernst Rudolf Huber:

„Für den konservativen Konstitutionalismus war die Öffentlichkeit der Wahl ein Mittel des Verfassungsschutzes, mit dessen Hilfe man hoffte, den politischen Gegner aus der Deckung zu zwingen oder ihn zur Wirkungsohnmacht zu verurteilen. Doch ändert diese Erwägung nichts daran, dass die Öffentlichkeit der Wahl in Preußen zu schlimmen Wahlmißbräuchen führte. Am offenkundigsten bediente sich die Regierung des Öffentlichkeitsprinzips zum Wahlterror in den Konfliktsjahren 1862–66, in dieser Zeit allerdings mit bemerkenswertem Mißerfolg.“

Dieser Missbrauch in Preußen half dann bei der Argumentation für die geheime Wahl. Beispielsweise hatte der Katholik Ludwig Windthorst noch 1867 im Norddeutschen Reichstag für die öffentliche Stimmabgabe plädiert, jedenfalls, wenn das Wahlrecht allgemein und direkt sein sollte. 1873 hingegen forderte Windthorst, die Grundsätze des Reichstagsrechts sollten auf Preußen übertragen werden. Zu diesem Meinungswechsel sei er durch seine Erfahrungen in Preußen gekommen. Eine besonders auffällige mutmaßliche Folge der öffentlichen Stimmabgabe in Preußen war die niedrige Wahlbeteiligung: Betrug sie in den 1880er-Jahren bei den Landtagswahlen unter 19 Prozent, so waren es bei den Reichstagswahlen über 70 Prozent.

## Revolution 1848/1849

März bis Mai 1848: vom Bundestag zur Nationalversammlung

Juni bis September 1849: Einsetzung der vorläufigen Verfassungsordnung mit Reichsverweser und Ministern

Im März 1848 kam es in verschiedenen Städten Deutschlands zu Aufständen und zur Forderung, aus Deutschland einen parlamentarisch regierten föderalen Staat zu machen. Die Liberalen hatten mit ihrer Kritik an den Zuständen in den deutschen Einzelstaaten zur Revolution beigetragen, wollten aber keine Revolution, sondern die Reform. Sie fürchteten den sozialen Umsturz und versuchten, die Revolution nach ihren Vorstellungen zu beenden.
Im Auftrag des Bundestages des Deutschen Bundes, also der Gesandtenvertretung der Einzelstaaten, machte ein Siebzehnerausschuss sich Gedanken für eine entsprechende Verfassung. Am 27. April legte der Ausschuss einen Entwurf für eine Verfassung vor. Der künftige Reichstag sollte ein Oberhaus haben, das von den Einzelstaaten bestellt wurde, und ein vom Volk gewähltes Unterhaus. Dessen Abgeordneten sollten nach allgemeinem Wahlrecht (für Männer) auf sechs Jahre gewählt werden.
Die Nationalbewegung wollte eine Nationalversammlung ein Deutsches Reich gründen lassen. Am 5. März kamen in Heidelberg 51 Vertreter der vormärzlichen Opposition zusammen, um die nächsten Schritte zu beraten. Hier wurde nur bestimmt, dass in der Nationalversammlung die Zahl der Abgeordneten pro Einzelstaat der jeweiligen Bevölkerungszahl entsprechen solle. Ein Siebenerausschuss sollte nähere Vorschläge für die Wahlen ausarbeiten. Sein Entwurf vom 10. März, von Carl Theodor Welcker, sah einen Senat für die Einzelstaaten und ein Volkshaus mit Urwahlen vor, mit einem Abgeordneten pro 70.000 Einwohnern.

### Vorparlament

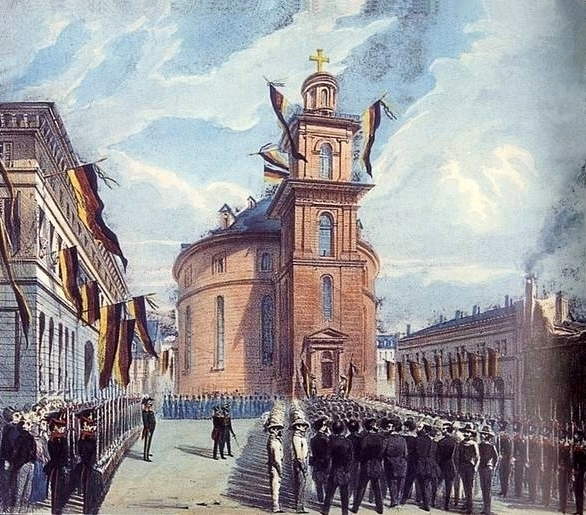
Die Mitglieder des sogenannten Vorparlaments ziehen in die Frankfurter Paulskirche ein, 31. März 1848

Ab 31. März 1848 kamen in Frankfurt 574 Politiker beisammen, das sogenannte Vorparlament. Die weitaus meisten, 141, waren Preußen, nur zwei Österreicher. Sie sprachen vor allem über Vorgaben, die sie den Einzelstaaten bei der Organisation der Wahlen zur Nationalversammlung mitgeben wollten.
Ein Siebzehnerausschuss des Bundestags präsentierte am 26. April einen Vorentwurf von Friedrich Christoph Dahlmann für die Reichsverfassung, eine Repräsentativverfassung nach dem Vorbild damaliger westeuropäischer Monarchien. Im Oberhaus des Reichstags sollten regierende Fürsten und Deputierte der freien Städte Sitz nehmen, außerdem Reichsräte, die von den Landesregierungen und Landesparlamenten jeweils zur Hälfte pro Einzelstaat zu wählen waren. Im Unterhaus solle ein Abgeordneter pro 100.000 Einwohner sitzen, gewählt von den volljährigen, selbstständigen Staatsangehörigen. Die Einzelstaaten entschieden über die genaue Definition der Selbstständigkeit und die Frage, ob die Wahl direkt oder indirekt ist. Religiöse Wahlbeschränkungen (die sich in der Regel gegen Juden und Deutschkatholiken richteten) waren untersagt.
Der Bundestag hatte am 30. März 1848 einen Beschluss über die Wahl gefasst, dem das Vorparlament aber teilweise widersprach. Daraufhin kam der Bundestag am 7. April mit einer Nachbesserung. Diese beiden Bundesbeschlüsse zusammen formten das Bundeswahlgesetz, wodurch die Bundesverfassung geändert wurde.

### Wahl zur Nationalversammlung

Der Deutsche Bund ab 1815. Nicht gewählt im Jahre 1848 haben die slawischsprachigen Gebiete Österreichs, obwohl sie zum Bundesgebiet gehörten, wohl gewählt haben die Schleswiger und die Deutschsprachigen in den östlichen Provinzen Preußens, obwohl sie nicht zum Bundesgebiet gehörten.

Den Beschlüssen des Bundestags zufolge sollte pro Staat mindestens ein Abgeordneter gewählt werden. Für je 50.000 Einwohner gab es einen Abgeordneten und zusätzlich für einen Überschuss von 25.000 Einwohnern. Die veralteten Bundesmatrikel bestimmten die Einwohnerzahl der Staaten, obwohl sie mittlerweile um ein Drittel oder Viertel der tatsächlichen Lage hinterherhinkten. So kam Preußen in Wirklichkeit auf 75.000 Einwohner pro Abgeordneten. Die Gesamtzahl der Abgeordneten war zunächst 605, aber da nachträglich die preußischen Gebiete außerhalb des Bundesgebietes hinzukamen (Ost- und Westpreußen, Posen), erhöhte sich dies, und es kamen fünf Abgeordnete für das zu Dänemark gehörende Schleswig hinzu. Andererseits fielen etwa siebzig Mandate aus nicht deutschsprachigen Gebieten Österreichs weg. Schließlich waren es rund 585 Abgeordnete.
Die Durchführung der Wahlen war die Aufgabe der Einzelstaaten. Ziel war es, dass die Abgeordneten am 1. Mai in Frankfurt zusammenkommen konnten, doch in Preußen zum Beispiel fand an diesem Tag erst die Wahl statt, in Österreich erst am 3. Mai. Wahlberechtigt sollte den Bundesbeschlüssen zufolge jeder männliche, volljährige und selbstständige Staatsangehörige sein, und er durfte nur an seinem Wohnort wählen.
Zumindest in den großen und mitteldeutschen Staaten haben die Selbstständigkeitsklauseln nirgendwo mehr als ein Viertel der volljährigen Männer vom Wahlrecht ausgeschlossen. Mindestens achtzig Prozent aller volljährigen Männer in Deutschland durften an den Wahlen teilnehmen. Auch wenn das Wahlrecht damit nicht allgemein und demokratisch war, so war es doch im deutschen und europäischen Vergleich sehr ausgebreitet. Durch die Indirektheit kam es jedoch zu einem großen Einfluss der örtlichen Honoratioren. Wahlmänner entstammten fast nur aus der Oberschicht und aus dem Mittelstand. Aber Sachsen, Baden und Hessen-Darmstadt zeigten, dass selbst in jenen Schichten der Rückhalt für den klassischen Liberalismus langsam schwand.
Parteien im modernen Sinne gab es damals noch nicht, eher politische Strömungen. Die Vereine, vor allem die demokratischen, verteilten Flugblätter und unterstützten Kandidaten. Gewählt wurden in erster Linie bekannte Persönlichkeiten des öffentlichen Lebens, wie Professoren, Richter, Geistliche, Kaufleute oder Anwälte. Möglicherweise gingen manche Wähler der Unterschicht nicht wählen, weil sie vom indirekten Wahlsystem enttäuscht waren. Außer den frühen Sozialisten waren allerdings auch die Hochkonservativen nicht in der Paulskirche vertreten. Soweit noch ermittelbar war die Wahlbeteiligung regional sehr unterschiedlich, je zwischen vierzig und fünfundsiebzig Prozent.

#### Staaten mit direkter Wahl
Strittig war im Vorparlament nur die Frage, ob die Wähler direkt die Abgeordneten wählen sollten, oder indirekt als Urwähler über Wahlmänner, die dann die Abgeordneten wählten. Die demokratische Linke war für die Direktwahl, die den Volkswillen unverfälscht zum Ausdruck bringe. Ein Kandidat müsse dann öffentlich für sich werben. Bei einer indirekten Wahl wählten die Wahlmänner und damit in der Regel die Honoratioren vor Ort. Man hielt der Linken aber entgegen, dass direkte Wahlen schwieriger zu organisieren seien, gerade in rückständigen Gebieten wie Mecklenburg. Hinzu komme die Agitation der Demagogen, der Volksverhetzer. Die Versammlung beließ die Entscheidung letztlich bei den Einzelstaaten und empfahl die Direktwahl nur. Im Bundesbeschluss vom 7. April fiel die Frage der Direktheit gar ganz weg, und im Zweiten Vereinigten Landtag in Preußen stand die Direktwahl gar nicht zur Diskussion. Eine Direktwahl der Abgeordneten gab es nur in Württemberg, Kurhessen, Schleswig-Holstein, Frankfurt, Hamburg und Bremen.
Laut einer Verordnung vom 11./12. April 1848 durften in Württemberg die volljährigen männlichen unbescholtenen selbstständigen Staatsbürger wählen, wobei die Volljährigkeit dort bei 25 Jahren lag. Ausgeschlossen wegen der Selbstständigkeit war, wer Armenunterstützung erhielt, unter Kuratel oder väterlicher Gewalt stand, im dienenden Verhältnis Kost und Lohn empfing. Die Wahlkreise waren nach der Bevölkerungsanzahl eingeteilt, mit je etwa 63.000 Einwohnern. Gewählt war, wer die relative Mehrheit der Stimmen erhielt. Etwa 22 Prozent der Bevölkerung gehörten zu den volljährigen Männern. Die Wahlbeteiligung betrug, soweit ermittelbar, etwa 75 Prozent der Wahlberechtigten. Württemberg stellte 20 Abgeordnete für die Nationalversammlung.
Auch in Kurhessen durften, gemäß einem Entwurf des Rechtspflegeausschusses, die volljährigen (über 25 Jahre) männlichen unbescholtenen selbstständigen Staatsangehörigen direkt ihren Abgeordneten wählen. Konkurs, Kuratel, Kost und Lohn vom Dienstherren waren Wahlrechtsausschlüsse, nicht jedoch, zumindest nicht ausdrücklich, der Empfang von Armenunterstützung. Die Wähler gaben ihre Stimme mündlich vor dem Gemeinderat ab. Im Wahlbezirk (Durchschnitt: 68.600 Einwohner) fasste der Stadtrat des größten Orts die Ergebnisse des gesamten Wahlbezirks zusammen. Die relative Mehrheit reichte für die Wahl der insgesamt elf Abgeordneten. Die Regierung legte den Entwurf am 10. April dem Landtag vor, noch am selben Tag wurde er verabschiedet und verkündet. Laut den historisch bekannten Zahlen haben sich 64,5 Prozent der Volljährigen an der Wahl beteiligt, die übrigen waren also entweder nicht wahlberechtigt oder haben die Stimme nicht abgegeben.
Schleswig-Holstein (Zwölf Abgeordnete für die Nationalversammlung) kannte die Direktwahl schon von den Ständeversammlungen Schleswigs und Holsteins seit 1834. Die provisorische Regierung von Schleswig-Holstein ordnete an: Wählen durfte, wer 21 Jahre alt war und weder Armenunterstützung erhielt noch zu Zuchthaus verurteilt worden war. Bei mündlicher Stimmabgabe zählte die relative Mehrheit. Gewählt wurde am 1. Mai, am 7. Mai waren die Ergebnisse ermittelt. In Holstein beteiligten sich, damaligen Schätzungen zufolge, 40 Prozent der Berechtigten an der Wahl, das waren 8,8 Prozent der Bevölkerung. In Schleswig waren es nur 12 Prozent der Volljährigen. Die Nachwahlen am 12. Mai zogen wesentlich weniger Wähler an.

#### Größere Staaten

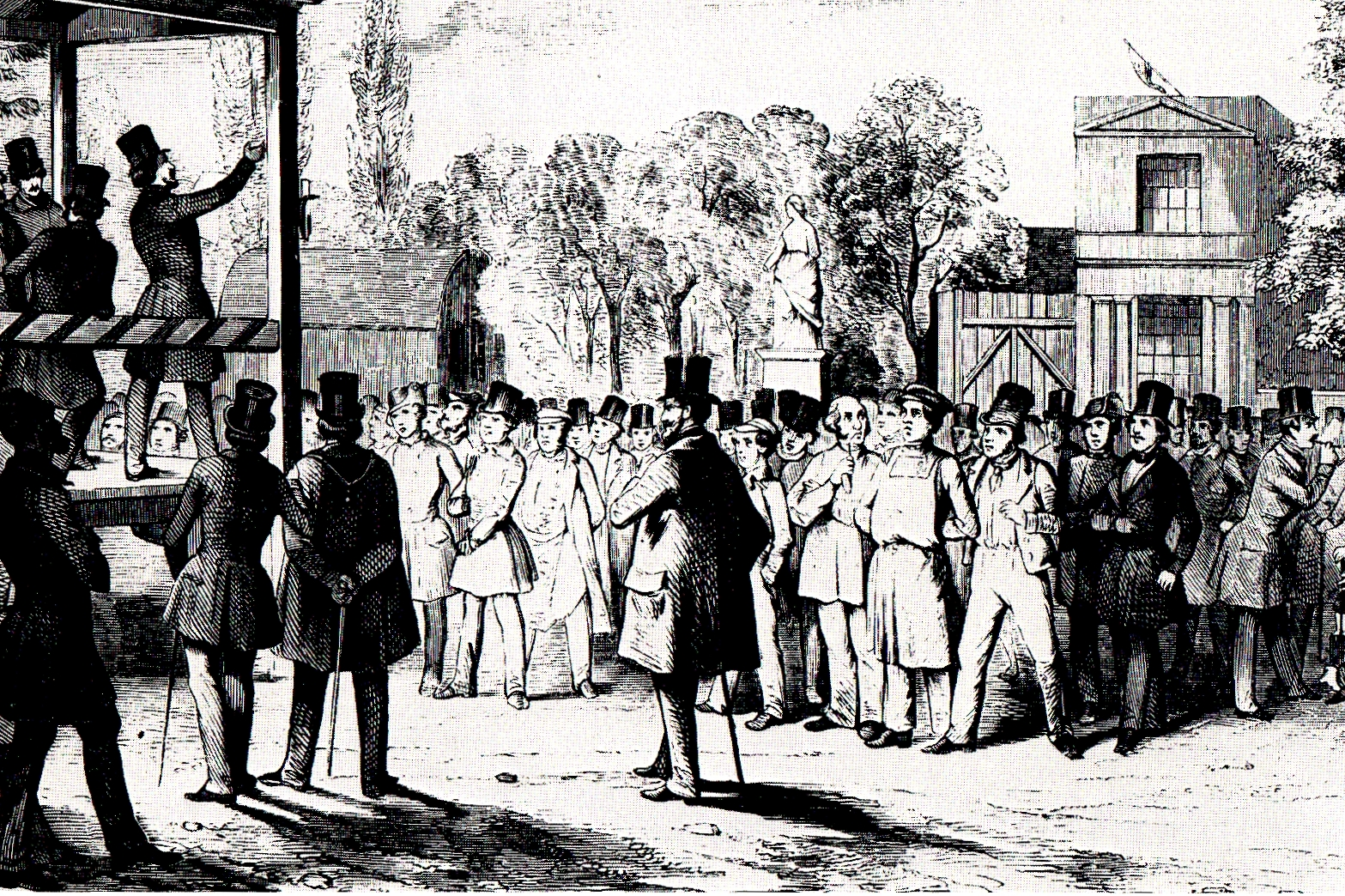
Politische Versammlung in der preußischen Hauptstadt Berlin, 1848

Preußen lieferte etwa ein Drittel aller Abgeordneten der Nationalversammlung, 202. Das liberale Ministerium (die Regierung) Camphausen-Hansemann stellte am 2. April 1848 dem Zweiten Vereinigten Landtag eine Vorlage vor. Ein Mann sollte in Preußen wählen dürfen, wenn er mindestens 24 Jahre alt war, in der jeweiligen Gemeinde seit einem Jahr wohnte, im Besitz der bürgerlichen Ehrenrechte war und einen eigenen Hausstand hatte sowie keine Armenunterstützung bezog. Auf je fünfhundert Einwohner kam ein Wahlmann, der die absolute Mehrheit der Stimmen der erschienenen Urwähler brauchte. Die Stimme wurde schriftlich abgegeben, laut Ausführungsbestimmungen geheim.
Das passive Wahlrecht hatte in Preußen jeder über dreißig Jahre, der keine Armenunterstützung bezog. Mindestens einen Abgeordneten sollte jeder landrätliche Kreis und jede kreisfreie Stadt wählen. Ab 60.000 Einwohner gab es zwei Abgeordnete, ab 100.000 drei, ab 140.000 vier usw. Es galt wieder die absolute Mehrheit. Der Landtag breitete das Wahlrecht zusätzlich auf Gesinde und Dienstboten aus, da schließlich auch die Tagelöhner wählen durften. Die Ansässigkeitspflicht wurde von einem auf ein halbes Jahr gesenkt. Am 11. April kam es zur Verordnung für die Wahlen in Preußen. Die Urwahlen zu den Nationalversammlungen in Frankfurt und in Preußen fanden getrennt am 1. Mai statt. Die Wahl der preußischen Abgeordneten folgte am 8. Mai, die der Frankfurter am 10. Mai (die Wahlkreise waren unterschiedlich). Schätzungen zufolge waren nur 5 bis 10 Prozent der volljährigen Männer von der Wahl ausgeschlossen; kein anderer Staat hatte ein so breites Wahlrecht beschlossen.
In Bayern erhielten die Kammern am 11. April einen Wahlgesetzentwurf. Je 400 Einwohner gab es einen Wahlmann. Wahlberechtigt und wählbar war ein bayerischer Staatsbürger ab 25 Jahren, der Grundbesitz oder Renten hatte, die besteuert wurden, oder ein öffentliches Amt oder ein besteuertes Gewerbe. Die Stimmzettel mussten unterzeichnet sein und ein Abgeordnetenkandidat die absolute Mehrheit erhalten. Pro Abgeordneten wurden zwei Ersatzmänner gewählt. Die Zweite Kammer hingegen änderte den Entwurf dahingehend ab, dass nicht nur die Staatsbürger, sondern alle Staatsangehörigen wählen durften. Das Wahlalter sollten Volljährige erhalten, das heißt die über 21-Jährigen. Ausgeschlossen war, wer keine direkte Staatssteuer zahlte oder bescholten war (außer bescholten wegen politischer Verbrechen oder Vergehen). Das Gesetz kam am 15. April zustande.
Eine Staatssteuer zahlte theoretisch selbst ein einfacher Arbeiter, doch damit war es nicht immer so genau genommen worden. Ausgeschlossen blieben zum Beispiel Studenten oder Söhne, die im Haus der Eltern lebten. Für Nürnberg liegen Zahlen für die Wahl vor: Von 50.460 Einwohnern waren mindestens 12.500 volljährige Männer. Es gab 6752 Wahlberechtigte. 65,4 Prozent nahm an den Urwahlen vom 25. April teil, die Abgeordnetenwahl durch die Wahlmänner fand am 28. April statt. Bayern stellte 71 Abgeordnete.
Hannover bestimmte in einer Verordnung vom 14. April, dass die Volljährigen wählen durften, das war je nach Landesteil unterschiedlich. Ausgeschlossen waren die Empfänger von Armenunterstützung und diejenigen, die in Kost und Lohn bei anderen standen, oder die eine peinliche Strafe für ein entehrendes Verbrechen erhalten hatten. Die Urwähler stimmten mündlich oder mit Stimmzettel ab, und es galt die relative Mehrheit. Für die Abgeordnetenwahl für die Wahlmänner war die absolute Mehrheit erforderlich. Bei Bedarf kam es zu Stichwahlen, in denen der jeweils Stimmenschwächste ausschied. Auf 1000 Einwohner kam ein Wahlmann, das war das ungünstigste Verhältnis damals in ganz Deutschland. Zu den Wahlberechtigten gibt es wenige Zahlen. Aus Hannover kamen 26 Abgeordnete für die Nationalversammlung.
Sachsen führte das neue Wahlrecht durch Verordnungen am 10., 17. und 20. April ein. Wahlberechtigt waren volljährige (21 Jahre), selbstständige, unbescholtene sächsische Staatsangehörige. Bescholten hieß, dass man nicht eines entehrenden Verbrechens angeklagt und nicht vollständig freigesprochen wurde, selbstständig hieß, dass man einen eigenen Hausstand hatte und keine Armenunterstützung erhielt. Im Zweifel war von der Selbstständigkeit auszugehen.
Die sächsischen Wahlmänner wurden nicht nach einer bestimmten Einwohnerzahl gewählt, sondern es gab einen Wahlmann pro hundert Wahlberechtigte, die sich angemeldet haben, einen Stimmzettel erhalten und diesen persönlich am Wahltag abgegeben haben. Für die Wahl eines Wahlmanns galt die relative Mehrheit, aber erst im dritten Wahlgang. In den 24 sächsischen Wahlbezirken wurden jeweils zwischen 62 und 99 Wahlmännern gewählt (durchschnittlich 80). Etwa vierzig Prozent der 200.000 Wahlberechtigten haben sich in Wählerlisten eintragen lassen, andere gingen nicht zur Wahl, weil sie nicht selbstständig waren oder kein Interesse hatten. Auch die eingetragenen Wahlberechtigten sind nicht immer wählen gegangen. Die Wahlbeteiligung lag etwa bei 40 Prozent.
Schon am 25. März ordnete die Regierung in Baden Wahlmännerwahlen an, auf Drängen der Zweiten Kammer. Norm war das badische Landtagswahlrecht: Der Staatsbürger musste im Wahlbezirk ansässig sein oder ein öffentliches Amt innehaben und mindestens 25 Jahre alt sein. Ausgenommen waren „Hintersassen, Gewerbsgehilfen, Gesinde, Bedienstete usw.“ Die Stimmabgabe war mündlich. In der Zwischenzeit schrieb der Bundesbeschluss die Volljährigkeit als unteres Wahlalter vor, daher erlaubte man den Gemeinden, Wahlen zu wiederholen. Die badischen Wahlen für die Nationalversammlung wurden durch den Heckerzug und Nachwahlen verzögert (in neun Bezirken, da einige Abgeordnete sich in mehreren Bezirken haben wählen lassen). Erst Mitte Juni waren die Wahlen vorbei.
Etwa knapp 20 Prozent der volljährigen Männer in Baden verblieben ohne Wahlrecht. Auf 500 Einwohner kam ein Wahlmann, es war oft der Bürgermeister (aus der gemeindlichen Selbstverwaltung), oder ein Gemeinderat, Bauer oder Gastwirt. Obwohl die Wahlmänner meist aus dem Mittelstand kamen, den die Liberalen als ihre soziale Basis ansahen, konnten die Demokraten einen großen Sieg bei den Abgeordnetenwahlen feiern. Dies dürfte an den Wirtschaftskrisen der Jahre 1845–1847 gelegen haben. Aus Baden kamen 20 Abgeordnete.
In Hessen-Darmstadt ging am 12. April ein Wahlgesetzentwurf an die Stände, schon am 14. April stimmte das Plenum dafür, am 19. April trat das Gesetz in Kraft. Wählen durften Staatsangehörige ab 21 Jahre, mit den Ausschlussgründen: Konkurs, Entmündigung, Bescholtenheit, Dienst für Kost und Lohn (das betraf Dienstboten, nicht aber Gesellen und ländliches Gesinde). Je 250 Einwohner wurde ein Wahlmann gewählt, und zwar mit Stimmzettel. Bei den Abgeordnetenwahlen wählte man per Zuruf oder, bei Zweifeln, mit Stimmzettel. Unter den 12 Abgeordneten aus Hessen-Darmstadt befanden sich viele Demokraten.

### Wahlrechtsdiskussion in Frankfurt

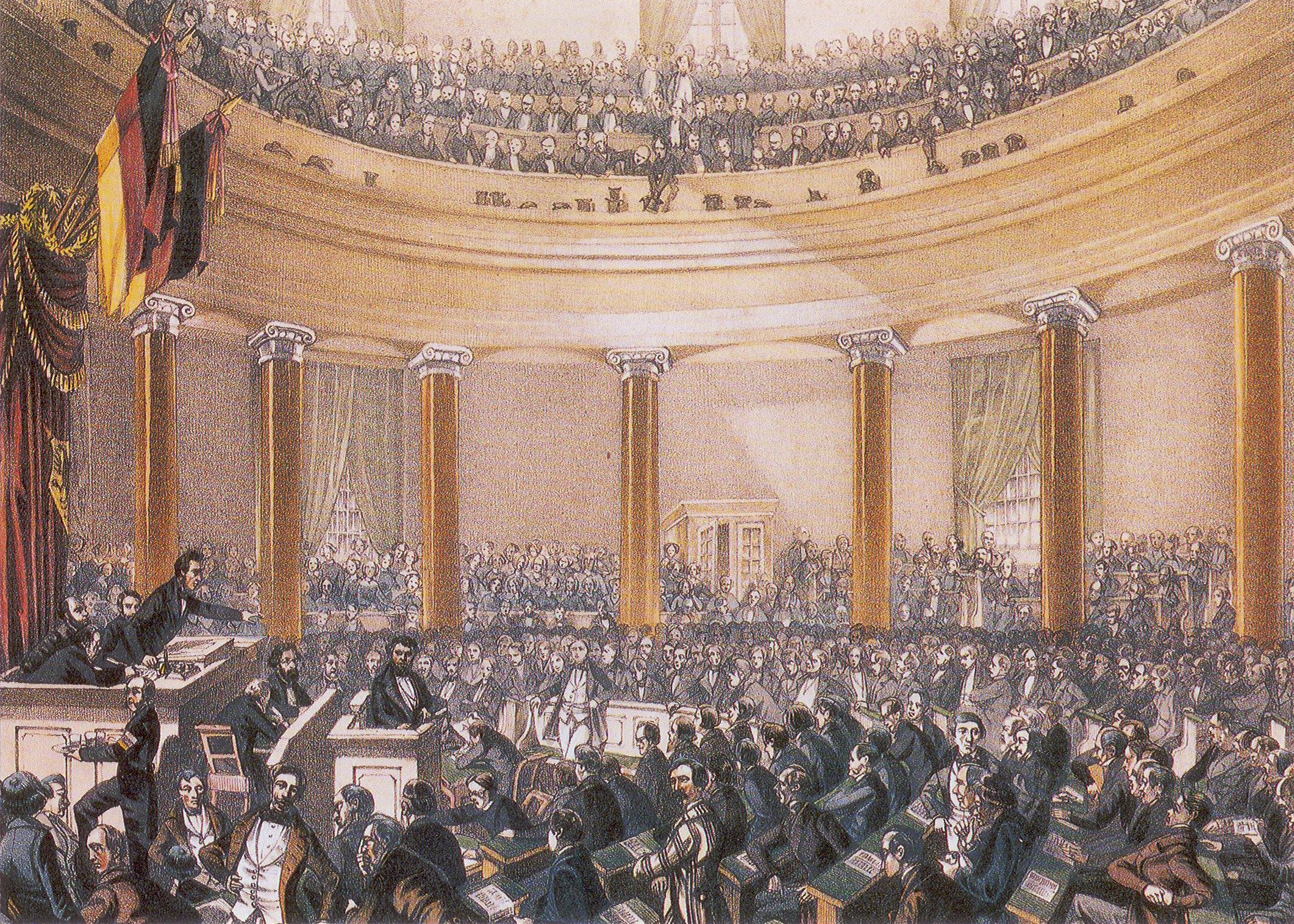
Nationalversammlung in der Frankfurter Paulskirche, ca. Juni 1848.

Zwar war ein gleiches oder allgemeines Wahlrecht in der Nationalversammlung nicht umstritten. Uneinig waren die Abgeordneten aber bezüglich der genauen Ausgestaltung des Wahlrechts, nämlich, ob es nicht doch Einschränkungen geben sollte. Ferner stand die Frage im Raum, ob das Parlament eine oder zwei Kammern haben sollte und welche Macht diese ausüben konnten.
Die demokratische Linke in der Nationalversammlung forderte ein Einkammerparlament, als Ausdruck für die Unteilbarkeit der Nation. Die übrigen Abgeordneten sahen als Vorbild für den Reichstag jedoch nicht die Französische Revolution wie die Linke, sondern das englische Zweikammersystem. Das Oberhaus (Staatenhaus) des Reichstages wäre dann von den Einzelstaaten bestellt worden, wie es schon der Siebzehnerausschuss andachte. Dabei konnte die Rechte zwar nicht hoffen, dass die Aristokratie und der Klerus automatisch im Oberhaus vertreten sein würde, aber, dass sie bald wieder die Macht in den Einzelstaaten übernehmen würde. Für die Mitte wiederum sollte ein Oberhaus auf föderativer Grundlage die Interessen der Einzelstaaten zu einem höheren Reichsinteresse überführen. Mitte und Rechte waren für ein föderatives Oberhaus, weil sie im Sinne der Gewaltenteilung verhindern wollten, dass das Parlament wie ein absolutistischer Herrscher auftrat. Das Oberhaus sollte teilweise von den Regierungen, teilweise von den Landtagen der Einzelstaaten gewählt werden.
Was das Wahlrecht angeht, wollte die Linke jede Beschränkung entfallen sehen. Die Wahl sollte nicht nur allgemein und gleich, sondern auch geheim und direkt sein. Mitte und Rechte fürchtete jedoch, dies würde einen „Despotismus der Massen“ ermöglichen. Die Liberalen verwiesen dabei auf die natürliche Ungleichheit der Einzelnen. Die Begabten, Tüchtigen, Tätigen und Erfolgreichen müssten daher Vorrechte haben. Besitz und Bildung seien dabei ein Indiz für höhere politische Urteilskraft. Ernst Rudolf Huber: „Das Ziel der Liberalen war nicht die schematische Egalität der ungegliederten Gesellschaft, sondern eine neue soziale Hierarchie, entwickelt aus Freiheit, Wettbewerb und Leistungserfolg, gegründet auf den Vorrang der bürgerlichen Bildung und des bürgerlichen Besitzes.“ Trotz der wahltaktischen Überlegungen auf beiden Seiten, Linke und Nichtlinke, ging es in dieser Auseinandersetzung durchaus um die Frage, welches Ziel dem Staat dienlicher sei.
Der Verfassungsausschuss der Nationalversammlung stellte schließlich einen Entwurf vor, der das Wahlrecht beschränkte. Wirtschaftlich Unselbstständige wie Tagelöhner, Gesellen und Gesinde sollten nicht wählen dürfen. Diesen liberal-konservativen Entwurf lehnte die Nationalversammlung mit großer Mehrheit ab, nachdem außerparlamentarische Gruppen protestiert hatten. Da versuchten die Liberalen, ein Zensuswahlrecht durchzusetzen, bei dem nur diejenigen wählen durften, die mehr Steuern als andere zahlten. Höhere Steuern als Opfer für die Gesamtheit würden dieses Vorrecht legitimieren. Solche Anträge erhielten aber ebenfalls keine Mehrheit.
Der liberal-konservative Entwurf wollte auch, dass die Wähler öffentlich ihre Stimme abgaben, damit sie angeblich gezwungen waren, über ihre rein privaten Interessen hinauszuwachsen. Die Nationalversammlung stimmte aber mit knapper Mehrheit für das geheime Wahlrecht, wie die Linke es vorgeschlagen hatte. Sie befürchtete, dass dadurch die wirtschaftlich Abhängigen nicht unbeeinflusst wählen könnten, dass die öffentliche Wahl deren Unfreiheit dokumentieren würde. Auch bei der Frage der direkten Wahl standen sich vor allem Linke und Rechte gegenüber. Die Anhänger auf der Rechten meinten, die Wahl über Wahlmänner nehme dem Wahlkampf die Schärfe, die Gegner auf der Linken hingegen, dass dadurch die Urwähler von den Wahlmännern abhängig würden. Ausschlaggebend war der Gedanke bei den Liberalen, dass eine indirekte Wahl nicht zum nationalen Gesamtwillen führe.
Gegen Ende der Beratungen zum Wahlrecht, im März und April 1849, überlagerte bereits die Frage Großdeutsch/Kleindeutsch die Diskussionen. So kam es dazu, dass die rechte Mitte die Linke im großdeutschen Lager halten wollte und dafür aus taktischen Gründen die linken Wahlrechtsforderungen unterstützte. In der letzten Lesung am 27. März 1849 nahm die Nationalversammlung das Reichswahlgesetz mit großer Mehrheit an. Am 12. April 1849 fertigte der Reichsverweser es aus.

### Verfassung und Wahlgesetzentwurf 1849

Gremien in Deutschland März bis Mai 1849: Die Nationalversammlung beschließt Reichsverfassung und Wahlgesetz, wird aber vom preußischen König bekämpft.

Laut Frankfurter Reichsverfassung vom 28. März 1849 sollte die erste Kammer des Reichstages, das Staatenhaus, „zur Hälfte durch die Regierung und zur Hälfte durch die Volksvertretung der betreffenden Staaten gewählt werden“. Dabei gab es einige Sonderregelungen, zum Beispiel für den Fall, dass ein Staat in Provinzen mit eigener Volksvertretung aufgeteilt war oder nur ein einziges Mitglied in das Staatenhaus entsandte. Ein Staatenhausmitglied musste Staatsbürger des entsendenden Staates und mindestens dreißig Jahre alt sein. Alle drei Jahre wurde die Hälfte des Staatenhauses erneuert, so dass ein Mitglied auf sechs Jahre gewählt war (§§ 88–92).
Die zweite Kammer des Reichstags hieß Volkshaus. Für die Mitglieder des Volkshauses sah die Verfassung vor, dass sie für drei Jahre gewählt wurden (das erste Mal für vier) und dass sie (modern gesprochen) ein freies Mandat und Diäten genossen. Man durfte nicht gleichzeitig Mitglied in beiden Häusern sein (§§ 93–97).
Das Reichsgesetz über die Wahlen der Abgeordneten zum Volkshause vom 12. April 1849 sah ein allgemeines Wahlrecht vor. Ausgeschlossen waren jedoch
- alle Frauen,
- alle Männer unter 25 Jahren,
- Personen unter Vormundschaft, im Konkursverfahren, oder die Armenunterstützung aus öffentlichen Kassen bezogen oder ein Jahr vor der Wahl erhalten hatten,
- wer „bescholten“ war, nachdem er durch rechtskräftiges Strafurteil die staatsbürgerlichen Rechte verloren hat,
- wer nicht mindestens drei Jahre lang Staatsangehöriger eines Einzelstaates war.

Wer ein öffentliches Amt innehatte, konnte ohne Beurlaubung Reichstagsabgeordneter werden.
Wenn das Gesetz Öffentlichkeit für die Wahlhandlung vorschrieb, dann war damit gemeint, dass jedermann das Wahllokal betreten durfte. Der Wähler musste seine Stimme persönlich abgeben, mit einem nicht unterschriebenen Stimmzettel. Die Wahl war außerdem unmittelbar.
Deutschland war für die Wahl in Wahlkreise einzuteilen, die jeweils etwa hunderttausend Einwohner umfassten. Ein kleinerer Einzelstaat konnte bereits mit mindestens 50.000 Einwohnern einen einzelnen Wahlkreis bilden, einschließlich (des kleineren) Lübecks. Sonstige Einzelstaaten gehörten zu benachbarten Wahlkreisen (in größeren Einzelstaaten). Pro Wahlkreis wurde ein Abgeordneter gewählt. Ein Kandidat brauchte im Wahlkreis eine absolute Mehrheit der abgegebenen Stimmen, um gewählt zu werden. Bei Bedarf kam es zu einem zweiten Wahlgang, in dem abermals eine absolute Mehrheit zur Wahl nötig war. Ein eventueller dritter Wahlgang war eine Stichwahl zwischen denjenigen beiden Kandidaten, die im zweiten Wahlgang am meisten Stimmen erhalten hatte. Sollte ein Abgeordneter später sein Mandat nicht mehr ausüben können, gab es eine Nachwahl im entsprechenden Wahlkreis.

## Preußische Unionspläne 1849/1850

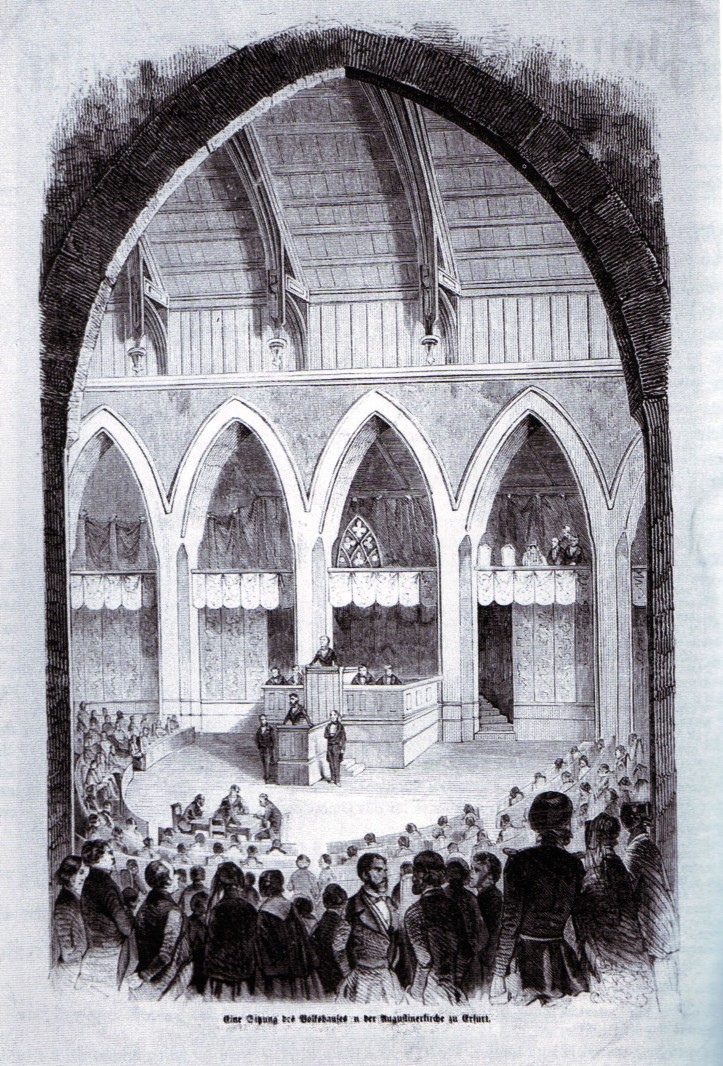
Erfurter Unionsparlament 1850, in der Augustinerkirche

Der preußische König Friedrich Wilhelm IV. lehnte im April 1849 die Kaiserkrone ab, die ihm die Frankfurter Abgeordneten angeboten hatten, und bekämpfte seit Mai die Revolution offen. Bald darauf schlossen die norddeutschen Königreiche Preußen, Hannover und Sachsen ein Dreikönigsbündnis, um auf ihre Weise einen deutschen Gesamtstaat zu errichten. Der Verfassungsentwurf vom 28. Mai 1849 („Unionsverfassung“) ähnelte der Frankfurter Reichsverfassung, sah allerdings unter anderem ein absolutes Veto des Reichsoberhauptes und kein allgemeines, sondern ein indirektes Dreiklassenwahlrecht nach preußischem Vorbild vor. Dabei wären die Einwohner eines Wahlkreises in drei Klassen eingeteilt worden, nach den Steuern, die sie zahlten. Auf diese Weise wurden die Vermögenden (darunter adlige Grundbesitzer) außerordentlich bevorteilt.
Verständlicherweise lehnte die Linke den Entwurf ab, vor allem wegen des als ungerecht empfundenen Dreiklassenwahlrechts. Die Rechtsliberalen hingegen begrüßten auf einer Sitzung in Gotha (Juni 1849) den Unionsplan, da das Ziel der deutschen Einigung ihnen wichtiger schien als „das starre Festhalten an der Form“. Die Union scheiterte aber, da sie nur in Kraft treten sollte, wenn alle übrigen Staaten mit Ausnahme Österreichs sich ihr anschlossen. Bayern und einige andere Staaten lehnten die Union aber ab oder antworteten ausweichend.
Trotzdem versuchte Preußen, die Unionspolitik fortzuführen. Wahlen sollten am 31. Januar 1850 stattfinden, Der Verwaltungsrat der Union erließ per Verordnung vom 26. November 1849 ein Wahlgesetz für das Volkshaus des Erfurter Reichstags. Das Gesetz war schon am 26. Mai 1849 vereinbart worden. Hannover, Sachsen, Bayern und Württemberg beschlossen im Februar 1850 wiederum einen eigenen Verfassungsentwurf im Vierkönigsbündnis. Demzufolge sollte das Nationalparlament indirekt über die Parlamente der Einzelstaaten gewählt werden.
Die Wahlen zum Erfurter Unionsparlament bzw. zu dessen Volkshaus fanden nach dem Dreiklassenwahlrecht statt. Die Hälfte der Abgeordneten kam aus Preußen, die übrigen aus den kleinen und mittleren Staaten, die der Union treu geblieben waren. Die Linke hatte sich nicht beteiligt und die Wahlbeteiligung war eher gering gewesen. Im am 20. März zusammengetretenen Parlament gab es im Wesentlichen eine liberale und eine kleinere konservative Gruppe. Doch auf österreichisch-russischen Druck hin musste Preußen in der Herbstkrise 1850 schließlich seine Unionspolitik aufgeben, und der Deutsche Bund wurde wiederhergestellt.

## Belege
1. ↑  Edgar Liebmann: Das Alte Reich und der napoleonische Rheinbund. In: Peter Brandt u. a. (Hrsg.): Handbuch der europäischen Verfassungsgeschichte im 19. Jahrhundert. Institutionen und Rechtspraxis im gesellschaftlichen Wandel. Band 1: Um 1800. Dietz, Bonn 2006, S. 640–683, hier S. 656/657.
2. ↑  Peter Brandt u. a.: Einleitung. In: Peter Brandt u. a. (Hrsg.): Handbuch der europäischen Verfassungsgeschichte im 19. Jahrhundert. Institutionen und Rechtspraxis im gesellschaftlichen Wandel. Band 1: Um 1800. Dietz, Bonn 2006, S. 7–118, hier S. 52.
3. ↑  Peter Brandt u. a.: Einleitung. In: Peter Brandt u. a. (Hrsg.): Handbuch der europäischen Verfassungsgeschichte im 19. Jahrhundert. Institutionen und Rechtspraxis im gesellschaftlichen Wandel. Band 1: Um 1800. Dietz, Bonn 2006, S. 7–118, hier S. 54–56.
4. ↑  Ernst Rudolf Huber: Deutsche Verfassungsgeschichte seit 1789. Band I: Reform und Restauration 1789 bis 1830. Verlag W. Kohlhammer, Stuttgart [u. a.] 1981, S. 643.
5. ↑  Ernst Rudolf Huber: Deutsche Verfassungsgeschichte seit 1789. Band I: Reform und Restauration 1789 bis 1830. Verlag W. Kohlhammer, Stuttgart [u. a.] 1981, S. 640–643.
6. ↑  Manfred Botzenhart: Deutscher Parlamentarismus in der Revolutionszeit 1848–1850. Droste Verlag, Düsseldorf 1977, S. 27/28.
7. ↑  Manfred Botzenhart: Deutscher Parlamentarismus in der Revolutionszeit 1848–1850. Droste Verlag, Düsseldorf 1977, S. 41/42.
8. ↑  Dieter Nohlen: Wahlrecht und Parteiensystem, 3. Auflage, Opladen Leske und Budrich 2000, S. 37–39.
9. ↑  Dieter Nohlen: Wahlrecht und Parteiensystem, 3. Auflage, Opladen Leske und Budrich 2000, S. 37/38.
10. ↑  Siehe Dieter Nohlen: Wahlrecht und Parteiensystem, 3. Auflage, Opladen Leske und Budrich 2000, S. 37/38.
11. ↑  Volker Klügel: Wahlrechtsbeschränkungen und deren Auswirkungen im Königreich Hannover zur Zeit des Frühkonstitutionalismus. Diss. Göttingen. Göttingen 1988, S. 144/145.
12. ↑  Volker Klügel: Wahlrechtsbeschränkungen und deren Auswirkungen im Königreich Hannover zur Zeit des Frühkonstitutionalismus. Diss. Göttingen. Göttingen 1988, S. 156.
13. ↑  Volker Klügel: Wahlrechtsbeschränkungen und deren Auswirkungen im Königreich Hannover zur Zeit des Frühkonstitutionalismus. Diss. Göttingen. Göttingen 1988, S. 152.
14. ↑  Markus Maria Groß-Bölting: Altersgrenzen im Wahlrecht. Entwicklung und systematische Bedeutung im deutschen Verfassungsrecht. Diss. Köln 1993, Copy Team, Köln 1993, S. 607/608.
15. ↑  Manfred Botzenhart: Deutscher Parlamentarismus in der Revolutionszeit 1848–1850. Droste Verlag, Düsseldorf 1977, S. 35/36.
16. ↑  Manfred Botzenhart: Deutscher Parlamentarismus in der Revolutionszeit 1848–1850. Droste Verlag, Düsseldorf 1977, S. 68/69.
17. ↑  Volker Klügel: Wahlrechtsbeschränkungen und deren Auswirkungen im Königreich Hannover zur Zeit des Frühkonstitutionalismus. Diss. Göttingen. Göttingen 1988, S. 113, S. 118.
18. ↑  Volker Klügel: Wahlrechtsbeschränkungen und deren Auswirkungen im Königreich Hannover zur Zeit des Frühkonstitutionalismus. Diss. Göttingen. Göttingen 1988, S. 168/169.
19. ↑  Volker Klügel: Wahlrechtsbeschränkungen und deren Auswirkungen im Königreich Hannover zur Zeit des Frühkonstitutionalismus. Diss. Göttingen. Göttingen 1988, S. 155.
20. ↑  Volker Klügel: Wahlrechtsbeschränkungen und deren Auswirkungen im Königreich Hannover zur Zeit des Frühkonstitutionalismus. Diss. Göttingen. Göttingen 1988, S. 162/163.
21. ↑  Volker Klügel: Wahlrechtsbeschränkungen und deren Auswirkungen im Königreich Hannover zur Zeit des Frühkonstitutionalismus. Diss. Göttingen. Göttingen 1988, S. 172–174.
22. ↑  Volker Klügel: Wahlrechtsbeschränkungen und deren Auswirkungen im Königreich Hannover zur Zeit des Frühkonstitutionalismus. Diss. Göttingen. Göttingen 1988, S. 176.
23. ↑  Volker Klügel: Wahlrechtsbeschränkungen und deren Auswirkungen im Königreich Hannover zur Zeit des Frühkonstitutionalismus. Diss. Göttingen. Göttingen 1988, S. 178.
24. ↑  Volker Klügel: Wahlrechtsbeschränkungen und deren Auswirkungen im Königreich Hannover zur Zeit des Frühkonstitutionalismus. Diss. Göttingen. Göttingen 1988, S. 21–23.
25. ↑  Volker Klügel: Wahlrechtsbeschränkungen und deren Auswirkungen im Königreich Hannover zur Zeit des Frühkonstitutionalismus. Diss. Göttingen. Göttingen 1988, S. 21–23.
26. ↑  Hubertus Buchstein: Öffentliche und geheime Stimmabgabe. Eine wahlrechtshistorische und ideengeschichtliche Studie. Nomos Verlagsgesellschaft. Baden-Baden 2000, S. 680, 685, 689.
27. ↑  Hubertus Buchstein: Öffentliche und geheime Stimmabgabe. Eine wahlrechtshistorische und ideengeschichtliche Studie. Nomos, Baden-Baden 2000, S. 686/687.
28. ↑  Hubertus Buchstein: Öffentliche und geheime Stimmabgabe. Eine wahlrechtshistorische und ideengeschichtliche Studie. Nomos, Baden-Baden 2000, S. 688/689.
29. ↑  Margaret Lavinia Anderson: Lehrjahre der Demokratie. Wahlen und politische Kultur im Deutschen Kaiserreich. Franz Steiner Verlag, Stuttgart 2009, S. 93/94.
30. ↑  Hubertus Buchstein: Öffentliche und geheime Stimmabgabe. Eine wahlrechtshistorische und ideengeschichtliche Studie. Nomos Verlagsgesellschaft. Baden-Baden 2000, S. 552.
31. ↑  Ernst Rudolf Huber: Deutsche Verfassungsgeschichte seit 1789. Band I: Reform und Restauration 1789 bis 1830. Verlag W. Kohlhammer, Stuttgart [u. a.] 1981, S. 87/88.
32. ↑  Ernst Rudolf Huber: Deutsche Verfassungsgeschichte seit 1789. Band I: Reform und Restauration 1789 bis 1830. Verlag W. Kohlhammer, Stuttgart [u. a.] 1981, S. 88.
33. ↑  Hubertus Buchstein: Öffentliche und geheime Stimmabgabe. Eine wahlrechtshistorische und ideengeschichtliche Studie. Nomos Verlagsgesellschaft. Baden-Baden 2000, S. 563.
34. ↑  Hubertus Buchstein: Öffentliche und geheime Stimmabgabe. Eine wahlrechtshistorische und ideengeschichtliche Studie. Nomos Verlagsgesellschaft. Baden-Baden 2000, S. 566, Fußnote 53.
35. ↑  Manfred Botzenhart: Deutscher Parlamentarismus in der Revolutionszeit 1848–1850. Droste Verlag, Düsseldorf 1977, S. 89/90.
36. ↑  Ernst Rudolf Huber: Deutsche Verfassungsgeschichte seit 1789. Band II: Der Kampf um Einheit und Freiheit 1830 bis 1850. W. Kohlhammer, Stuttgart u. a. 1960, S. 769.
37. ↑  Manfred Botzenhart: Deutscher Parlamentarismus in der Revolutionszeit 1848–1850. Droste Verlag, Düsseldorf 1977, S. 117–119.
38. ↑  Manfred Botzenhart: Deutscher Parlamentarismus in der Revolutionszeit 1848–1850. Droste Verlag, Düsseldorf 1977, S. 121, S. 127.
39. ↑  Manfred Botzenhart: Deutscher Parlamentarismus in der Revolutionszeit 1848–1850. Droste Verlag, Düsseldorf 1977, S. 125, 130/131.
40. ↑  Ernst Rudolf Huber: Deutsche Verfassungsgeschichte seit 1789. Band II: Der Kampf um Einheit und Freiheit 1830 bis 1850. W. Kohlhammer, Stuttgart u. a. 1960, S. 606.
41. ↑  Ernst Rudolf Huber: Deutsche Verfassungsgeschichte seit 1789. Band II: Der Kampf um Einheit und Freiheit 1830 bis 1850. W. Kohlhammer, Stuttgart u. a. 1960, S. 606/607.
42. ↑  Ernst Rudolf Huber: Deutsche Verfassungsgeschichte seit 1789. Band II: Der Kampf um Einheit und Freiheit 1830 bis 1850. W. Kohlhammer, Stuttgart u. a. 1960, S. 607.
43. ↑  Manfred Botzenhart: Deutscher Parlamentarismus in der Revolutionszeit 1848–1850. Droste Verlag, Düsseldorf 1977, S. 156/157.
44. ↑  Frank Lorenz Müller: Die Revolution von 1848/49. 3. Auflage, WBG, Darmstadt 2009, S. 87, S. 89.
45. ↑  Thomas Nipperdey: Deutsche Geschichte 1806–1866. Band 1: Bürgerwelt und starker Staat. Beck, München 1983, S. 609.
46. ↑  Manfred Botzenhart: Deutscher Parlamentarismus in der Revolutionszeit 1848–1850. Droste Verlag, Düsseldorf 1977, S. 123–125.
47. ↑  Manfred Botzenhart: Deutscher Parlamentarismus in der Revolutionszeit 1848–1850. Droste Verlag, Düsseldorf 1977, S. 139.
48. ↑  Ernst Rudolf Huber: Deutsche Verfassungsgeschichte seit 1789. Band II: Der Kampf um Einheit und Freiheit 1830 bis 1850. W. Kohlhammer, Stuttgart u. a. 1960, S. 608.
49. ↑  Manfred Botzenhart: Deutscher Parlamentarismus in der Revolutionszeit 1848–1850. Droste Verlag, Düsseldorf 1977, S. 149/150.
50. ↑  Manfred Botzenhart: Deutscher Parlamentarismus in der Revolutionszeit 1848–1850. Droste Verlag, Düsseldorf 1977, S. 153/154.
51. ↑  Manfred Botzenhart: Deutscher Parlamentarismus in der Revolutionszeit 1848–1850. Droste Verlag, Düsseldorf 1977, S. 155/156.
52. ↑  Manfred Botzenhart: Deutscher Parlamentarismus in der Revolutionszeit 1848–1850. Droste Verlag, Düsseldorf 1977, S. 136–138.
53. ↑  Manfred Botzenhart: Deutscher Parlamentarismus in der Revolutionszeit 1848–1850. Droste Verlag, Düsseldorf 1977, S. 138–141.
54. ↑  Manfred Botzenhart: Deutscher Parlamentarismus in der Revolutionszeit 1848–1850. Droste Verlag, Düsseldorf 1977, S. 144.
55. ↑  Manfred Botzenhart: Deutscher Parlamentarismus in der Revolutionszeit 1848–1850. Droste Verlag, Düsseldorf 1977, S. 145.
56. ↑  (32.) Verordnung, die Berufung einer deutschen National-Vertretung betreffend. Hannover, den 14ten April 1848, in: Sammlung der Gesetze, Verordnungen und Ausschreiben, für das Königreich Hannover vom Jahre 1848, Hannover 1848, S. 101 – 115. - Enthält als Anlage ab S. 105 Verzeichnis der Wahlkreise, mit Angabe der Anzahl der in jedem derselben zu erwählenden Wahlmänner. Abgerufen am 2. April 2024.
57. ↑  Manfred Botzenhart: Deutscher Parlamentarismus in der Revolutionszeit 1848–1850. Droste Verlag, Düsseldorf 1977, S. 147/148.
58. ↑  Manfred Botzenhart: Deutscher Parlamentarismus in der Revolutionszeit 1848–1850. Droste Verlag, Düsseldorf 1977, S. 145/156.
59. ↑  Manfred Botzenhart: Deutscher Parlamentarismus in der Revolutionszeit 1848–1850. Droste Verlag, Düsseldorf 1977, S. 145/146.
60. ↑  Manfred Botzenhart: Deutscher Parlamentarismus in der Revolutionszeit 1848–1850. Droste Verlag, Düsseldorf 1977, S. 150.
61. ↑  Manfred Botzenhart: Deutscher Parlamentarismus in der Revolutionszeit 1848–1850. Droste Verlag, Düsseldorf 1977, S. 151.
62. ↑  Manfred Botzenhart: Deutscher Parlamentarismus in der Revolutionszeit 1848–1850. Droste Verlag, Düsseldorf 1977, S. 152/153.
63. ↑  Siehe Ernst Rudolf Huber: Deutsche Verfassungsgeschichte seit 1789. Band II: Der Kampf um Einheit und Freiheit 1830 bis 1850. W. Kohlhammer, Stuttgart u. a. 1960, S. 784.
64. ↑  Ernst Rudolf Huber: Deutsche Verfassungsgeschichte seit 1789. Band II: Der Kampf um Einheit und Freiheit 1830 bis 1850. W. Kohlhammer, Stuttgart u. a. 1960, S. 785.
65. ↑  Ernst Rudolf Huber: Deutsche Verfassungsgeschichte seit 1789. Band II: Der Kampf um Einheit und Freiheit 1830 bis 1850. W. Kohlhammer, Stuttgart u. a. 1960, S. 787/788.
66. ↑  Ernst Rudolf Huber: Deutsche Verfassungsgeschichte seit 1789. Band II: Der Kampf um Einheit und Freiheit 1830 bis 1850. W. Kohlhammer, Stuttgart u. a. 1960, S. 788.
67. ↑  Ernst Rudolf Huber: Deutsche Verfassungsgeschichte seit 1789. Band II: Der Kampf um Einheit und Freiheit 1830 bis 1850. W. Kohlhammer, Stuttgart u. a. 1960, S. 788/789.
68. ↑  Ernst Rudolf Huber: Deutsche Verfassungsgeschichte seit 1789. Band II: Der Kampf um Einheit und Freiheit 1830 bis 1850. W. Kohlhammer, Stuttgart u. a. 1960, S. 789.
69. ↑  Ernst Rudolf Huber: Deutsche Verfassungsgeschichte seit 1789. Band II: Der Kampf um Einheit und Freiheit 1830 bis 1850. W. Kohlhammer, Stuttgart u. a. 1960, S. 790.
70. ↑  Verfassungen.de (Memento des Originals vom 22. April 2016 im Internet Archive)  Info: Der Archivlink wurde automatisch eingesetzt und noch nicht geprüft. Bitte prüfe Original- und Archivlink gemäß Anleitung und entferne dann diesen Hinweis., Abruf am 20. Juni 2012.
71. ↑  Verfassungen.de (Memento des Originals vom 22. April 2016 im Internet Archive)  Info: Der Archivlink wurde automatisch eingesetzt und noch nicht geprüft. Bitte prüfe Original- und Archivlink gemäß Anleitung und entferne dann diesen Hinweis., Abruf am 20. Juni 2012.
72. ↑  Ernst Rudolf Huber: Deutsche Verfassungsgeschichte seit 1789. Band II: Der Kampf um Einheit und Freiheit 1830 bis 1850. W. Kohlhammer, Stuttgart u. a. 1960, S. 790.
73. ↑  Ernst Rudolf Huber: Deutsche Verfassungsgeschichte seit 1789. Band II: Der Kampf um Einheit und Freiheit 1830 bis 1850. W. Kohlhammer, Stuttgart u. a. 1960, S. 790.
74. ↑  Ernst Rudolf Huber: Deutsche Verfassungsgeschichte seit 1789. Band II: Der Kampf um Einheit und Freiheit 1830 bis 1850. W. Kohlhammer, Stuttgart u. a. 1960, S. 790/791.
75. ↑  Ernst Rudolf Huber: Deutsche Verfassungsgeschichte seit 1789. Band II: Der Kampf um Einheit und Freiheit 1830 bis 1850. W. Kohlhammer, Stuttgart u. a. 1960, S. 888.
76. ↑  Ernst Rudolf Huber: Deutsche Verfassungsgeschichte seit 1789. Band II: Der Kampf um Einheit und Freiheit 1830 bis 1850. W. Kohlhammer, Stuttgart u. a. 1960, S. 888–890.
77. ↑  Ernst Rudolf Huber: Deutsche Verfassungsgeschichte seit 1789. Band II: Der Kampf um Einheit und Freiheit 1830 bis 1850. W. Kohlhammer, Stuttgart u. a. 1960, S. 892–894.
78. ↑  Ernst Rudolf Huber: Deutsche Verfassungsgeschichte seit 1789. Band II: Der Kampf um Einheit und Freiheit 1830 bis 1850. W. Kohlhammer, Stuttgart u. a. 1960, S. 894/895.